# Васильєв Роман Гаврилович
Роман Гаврилович Васильєв (9 жовтня 1913, Перший Тиллимінський наслег Якутської області, тепер Мегіно-Кангаласький улус, Республіка Саха, Російська Федерація — 3 травня 1991, тепер Російська Федерація) — радянський державний діяч, голова Ради міністрів Якутської АРСР, 1-й секретар Якутського міського комітету ВКП(б). Депутат Верховної ради СРСР 4-го скликання.

## Життєпис
У 1930 році — секретар правління Мегіно-Кангаласького районного куща сільськогосподарських артілей Якутської АРСР.
У 1930—1937 роках — голова Мегіно-Кангаласького районного бюро дитячої піонерської організації; заступник голови Якутського обласного бюро дитячої піонерської організації; завідувач сектору політичного навчання Якутського обласного комітету ВЛКСМ. Член ВКП(б).
У 1938 році — 1-й секретар Якутського міського комітету ВЛКСМ.
У 1939—1940 роках — завідувач відділу партійної пропаганди редакції газети «Киим» (Іскра) в Якутській АРСР.
У 1941—1943 роках — 1-й секретар Оймяконського районного комітету ВКП(б) Якутської АРСР.
У 1943—1944 роках — завідувач сектору відділу кадрів Якутського обласного комітету ВКП(б).
У 1944—1948 роках — секретар Якутського міського комітету ВКП(б) з кадрів; 3-й секретар Якутського міського комітету ВКП(б).
У 1948—1951 роках — слухач Вищої партійної школи при ЦК ВКП(б).
У 1951 — березні 1953 року — 1-й секретар Якутського міського комітету ВКП(б).
У березні 1953 — квітні 1956 року — голова Ради міністрів Якутської АРСР.
У 1956—1958 роках — директор Мегіно-Кангаласької машинно-тракторної станції Якутської АРСР.
У 1958—1963 роках — міністр місцевої промисловості Якутської АРСР.
У 1963—1965 роках — голова виконавчого комітету Зарічної районної ради депутатів трудящих Якутської АРСР.
У 1965—1974 роках — голова виконавчого комітету Мегіно-Кангаласької районної ради депутатів трудящих Якутської АРСР.
З 1974 року — персональний пенсіонер.
Помер 3 травня 1991 року.

## Нагороди і звання
- два ордени Трудового Червоного Прапора
- орден «Знак Пошани»
- медалі